# Stuart Madnick

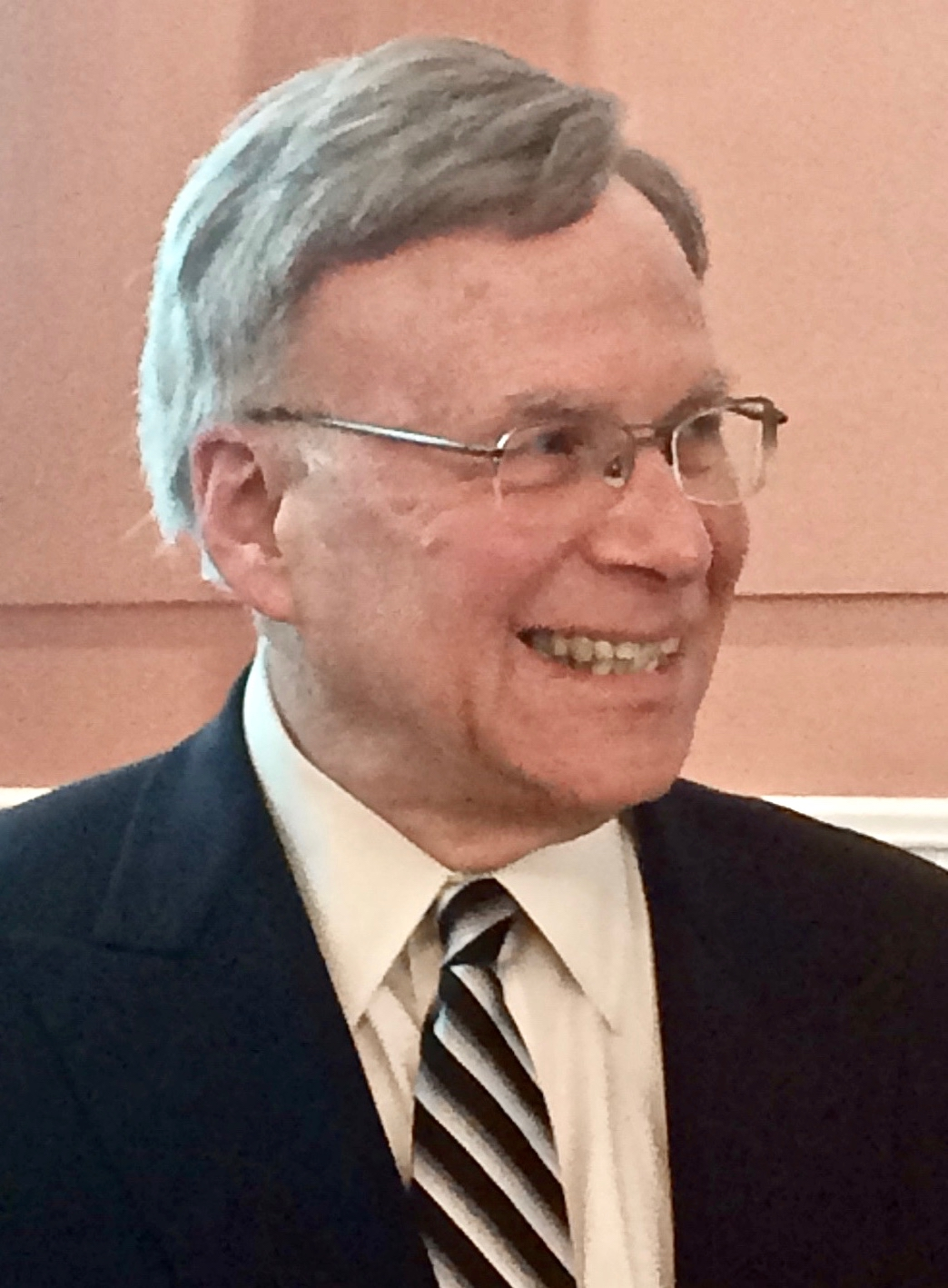
Stuart Madnick Professor am MIT (2008)

Stuart E. Madnick (* 1944) ist ein US-amerikanischer Informatiker und Professor für Informationstechnologie an der MIT Sloan School of Management und der Massachusetts Institute of Technology School of Engineering. Er ist Direktor für Cybersicherheit am MIT Sloan (CAMS), früher bekannt als MIT Interdisciplinary Consortium for Improving Critical Infrastructure Cybersecurity ((IC)).

## Leben und Arbeit
Madnick hat Abschlüsse in Elektrotechnik (B.S. und M.S.), Management (M.S.) und Informatik (Ph.D.) vom MIT.
Madnick ist seit 1972 Fakultätsmitglied am MIT. Seit mehr als zwanzig Jahren leitet er die Information Technologies Group des MIT. Er war außerdem assoziiertes Mitglied des Laboratory for Computer Science des MIT, Mitglied des Forschungsbeirats des International Financial Services Research Center und Mitglied des Exekutivkomitees des MIT Center for Information Systems Research.
Im Jahr 2010 war Madnick der John Norris Maguire-Professor für Informationstechnologie an der MIT Sloan School of Management, Professor für Ingenieursysteme an der MIT School of Engineering und Co-Direktor für Cybersicherheit am MIT Sloan (CAMS).
Er war Gastprofessor an der Harvard University, der Nanyang Technological University (Singapur), der University of Newcastle (England), dem Technion (Israel) und der Victoria University (Neuseeland).

## Arbeit
Zu seinen aktuellen Forschungsinteressen zählen die Konnektivität zwischen unterschiedlichen verteilten Informationssystemen, Datenbanktechnologie, Softwareprojektmanagement und der strategische Einsatz von Informationstechnologie. Er ist Co-Direktor der PROductivity From Information Technology (PROFIT) Initiative und Co-Leiter des Forschungsprogramms Total Data Quality Management (TDQM).
Er war der leitende Forscher einer groß angelegten, von der DARPA finanzierten Forschungsinitiative zum Kontextaustausch, bei der es um die Entwicklung von Technologien geht, die Organisationen dabei helfen, kooperativer, koordinierter und kooperativer zu arbeiten. Im Rahmen dieser Bemühungen ist er Miterfinder der Patente „Querying Heterogeneous Data Sources over a Network Using Context Interchange“ und „Data Extraction from World Wide Web Pages“.
Er war in der Industrie tätig und leistete bedeutende Beiträge als wichtiger Designer und Entwickler von Projekten wie dem Betriebssystem VM/370 von IBM und dem Informationsabrufsystem DIALOG von Lockheed. Er war als Berater für viele große Unternehmen tätig, darunter IBM, AT&T und Citicorp. Er war außerdem Gründer oder Mitbegründer mehrerer High-Tech-Firmen, darunter Intercomp (übernommen von Logicon), Mitrol (übernommen von General Electrics Information Systems Company) und dem zusammen mit John J. Donovan gegründeten Cambridge Institute for Information Systems (dessen Das Nachfolgeunternehmen hieß Cambridge Technology Group, gegründet von John J. Donovan), iAggregate (übernommen von ArsDigita, das später von Red Hat übernommen wurde) und betreibt heute ein Hotel im Langley Castle aus dem 14. Jahrhundert in Northumberland im Norden Englands. Madnick ist an den Forschungsbemühungen von BMLL Technologies beteiligt, einem Spin-off aus Cambridge, der im Bereich des maschinellen Lernens im Limit-Orderbuch arbeitet.

### Veröffentlichungen
Madnick ist Autor oder Co-Autor von über 250 Büchern, Artikeln oder Berichten, darunter das Lehrbuch „Operating Systems“ (McGraw-Hill) und „The Dynamics of Software Development“ (Prentice-Hall). Er hat auch Kapitel zu anderen Büchern beigesteuert, beispielsweise zu Information Technology in Action (Prentice-Hall). 1965 entwickelte er das Computermodell „little man computer“, das noch heute häufig zur Einführung von Computerarchitekturkonzepten verwendet wird. 1968 entwickelte Madnick SCRIPT, eine Textauszeichnungssprache für IBM z/VM- und z/OS-Systeme, die immer noch als Teil von IBMs Document Composition Facility (DCF) mit der aktuellen Version namens SCRIPT/VS verwendet wird.